# Allium rupicola
Allium rupicola là một loài thực vật có hoa trong họ Amaryllidaceae. Loài này được Boiss. ex Mouterde mô tả khoa học đầu tiên năm 1966.